# Юайкай
Юайкай (яп. 友愛会 Ю:айкай, «Братство») — японская рабочая организация, созданная в Токио в 1912 году во главе с Судзуки Бундзи при содействии Эйити Сибусавы.
Организация ставила своей целью организацию взаимопомощи и культурно-просветительные работы среди рабочих, стояла на позиции классового сотрудничества. В период спада в социалистическом и рабочем движении после дела Сюсуя Котоку Юайкай была единственной рабочей организацией в стране. По мере подъёма рабочего движения, наступившего под влиянием Октябрьской революции в России, Юайкай отходила от политики классового сотрудничества и превратилась в массовую профсоюзную организацию. К 1920 году она насчитывала уже 20 тысяч членов и имела отделения во всех крупных городах.
В 1919 году Юайкай была реорганизована в федерацию профсоюзов, которая с 1921 года стала именоваться Нихон родо содомэй (Японская федерация труда).